# Ornithomimider
Ornithomimider, vetenskapligt namn Ornithomimidae (fågelhärmande ödlor), även populärt kända som "strutsdinosaurier", är en familj dinosaurier tillhörande ordningen theropoder. Alla kända släkten levde under krita på nordliga kontinenter och var bland de mest framgångsrika dinosaurierna fram till slutet av krita, för 66 miljoner år sedan.

## Släkten
- †Anserimimus
- †Archaeornithomimus
- †Dromiceiomimus
- †Gallimimus
- †Ginareemimus
- †"Orcomimus"
- †Ornithomimus
- †"Sanchusaurus"
- †Sinornithomimus
- †Struthiomimus

## Mer om ornithominider

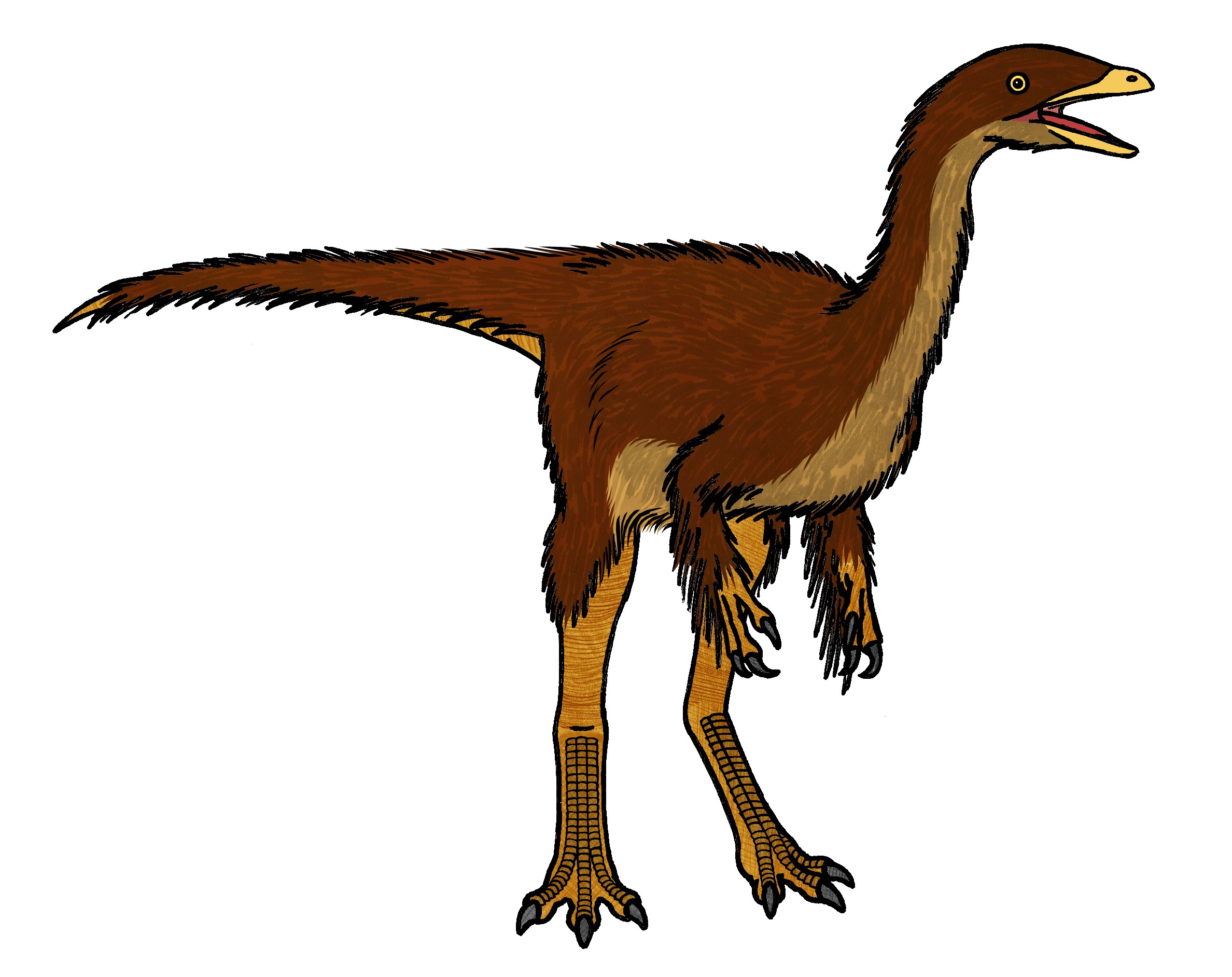
Illustration av släktet Struthiomimus

Som alla andra theropoder var dessa dinosaurier tvåbenta tågångare. Gruppen har fått benämningen "strutsdinosaurier" för att de i sin kroppkonstruktion påminde om strutsfåglar. De flesta släkten hade små huvuden med stora ögon och tandlösa näbbar, långsmala halsar och kompakta kroppar med långa bakben som slutade i tretåiga fötter. De skilde sig från strutsfåglar genom att de hade långa, spinkiga framben med kloförsedda händer och långa, smala svansar som hjälpte dem att hålla balansen. De flesta släkten var med dinosauriemått relativt små, med kroppslängder på 3-4 meter. De olika släktena skiljs lättast åt genom skillnader i händernas proportioner och morfologi.
På grund av likheterna med strutsfåglar tror många forskare att ornithomimider var bland de snabbaste av alla kända dinosaurier, men det råder delade meningar om hur fort de kunde springa. Somliga har uppskattat topphastigheter på  50-60 km/tim. eller snabbare. Andra forskare hävdar att ornithomimosaurier trots yttre likheter med strutsfåglar inte var lika väl anpassade för snabb löpning och att topphastigheten istället låg någonstans mellan 35 och 60 km/tim.

## Ekologi
Till skillnad från de flesta andra theropoder var inte ornithomosaurierna utpräglade köttätare utan tros ha föredragit en blandad kost bestående av små ödlor, insekter och en hel del växter. En del paleontologer hävdar att de nästan uteslutande livnärde sig på växter.
Att döma fossiliserade spårlöpor och fossila benbäddar tror forskare att vissa ornithomimider kan ha varit flockdjur.

## Fylogeni
Numera räknas ornithminiderna och deras närmaste släktingar som en av tre stora undergrupper bland coelurosaurierna vid sidan om maniraptorerna och tyrannosauroiderna. Därmed är de troligen nära släkt med alla fåglar, som numera anses vara ättlingar till coelurosaurierna. Troliga förfäder till ornithomimider var mycket små rovdinosaurier liknande Compsognathus.